# بيل مكلينان
بيل مكلينان (بالإنجليزية: Bill McLennan)‏ هو إحصائي أسترالي، ولد في 26 يناير 1942.